# Bambule

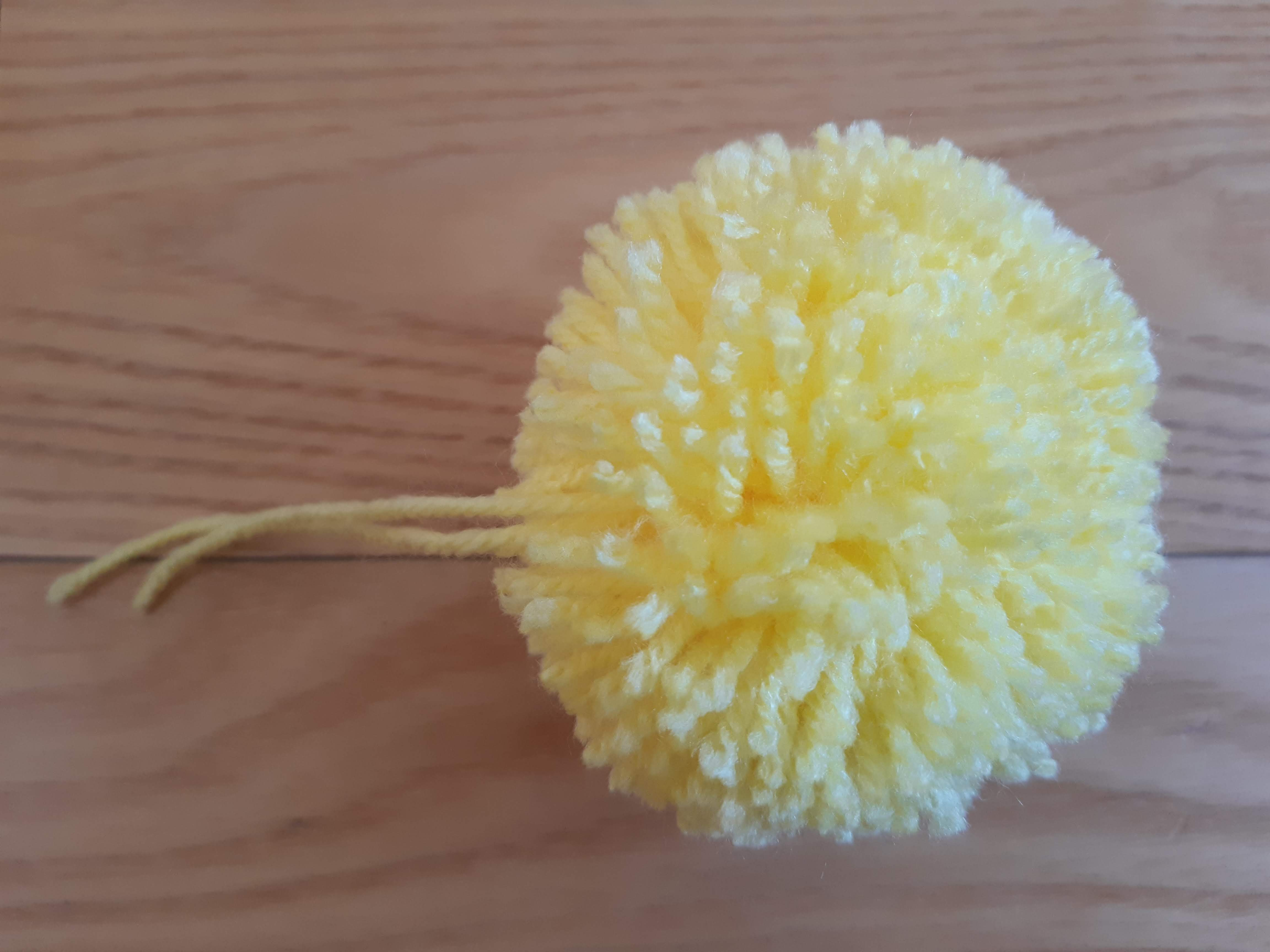
Bambule

Bambule je ozdoba nebo módní doplněk, který se používá například na čepicích (kuliších, baretech či čepicích pro ženy), kabelkách apod.
Praktickou funkci měla bambule např. na čepicích francouzských námořníků, kde sloužila k tomu, aby se v lodi neudeřili do hlavy, protože lodě měly velmi nízké stropy. V té době byla ještě daleko menší, než bambule na čepicích prodávaných v obchodě. Dnes se také prodává v obchodě, ale v trochu jiné podobě než klasická.